# Johann Heinrich Schmedding (Rechtswissenschaftler)
Johann Heinrich Schmedding (* 2. Juli 1774 in Münster; † 18. April 1846 in Berlin) war ein deutscher Rechtswissenschaftler, preußischer Verwaltungsbeamter und Hochschullehrer.

## Leben
Schmedding absolvierte das Gymnasium Paulinum. Anschließend begann er zunächst ein Studium der Theologie an der Universität Münster. Parallel widmete er sich dem Studium der Rechtswissenschaft, das dann zu seinem Hauptstudium werden sollte. Dieses vollendete er mit der Promotion zum Dr. iur. utr. an der Universität Göttingen. Er kehrte anschließend nach Münster zurück und wurde 1796 Advokat im Staatsdienst. In dieser Zeit wurde Franz von Fürstenberg auf ihn aufmerksam und bewirkte, dass er an der Universität Kanonisches Recht lehren durfte.
Schmedding wurde 1800 zum Ordinarius für Kanonisches Recht an die Universität Münster berufen. Als Münster 1803 zum Königreich Preußen kam, wurden Karl Freiherr vom Stein und Ludwig von Vincke auf ihn in seiner Eigenschaft als Verwaltungsmann aufmerksam. Sie beförderten ihn neben seiner Lehrtätigkeit zum Rat an der Kriegs- und Domänen-Kammer zu Münster. Während der Besatzung durch die Franzosen wirkte er als Mitglied im provisorischen Administrationskollegium. 1809 wurde er durch Vincke zum Staatsrat im Bereich Kultus in Berlin eingesetzt. Er hatte zur Aufgabe, die katholischen Geistlichen- und Schulangelegenheiten zu bearbeiten, die nach der Säkularisation noch ungeordnet waren.
Schmedding wurde nach seinem Wechsel nach Berlin 1811 an der neugegründeten Berliner Universität Professor, gab seine Lehrtätigkeit aber bereits 1820 wieder auf, da ihn die administrative Tätigkeit stärker in Anspruch nahm. 1812 wurde er Mitglied der Prüfungskommission für die Beamten der höheren Verwaltung, 1841 dann, als im Preußischen Kultusministerium für die katholisch-kirchlichen Angelegenheiten eine besondere Abteilung eingerichtet wurde, darin Mitglied. In dieser Abteilung hatte er die Position eines Wirklichen Geheimen Oberregierungsrates mit dem Titel Rat erster Klasse inne. Zu seinen Mitarbeitern zählte unter anderen Joseph von Eichendorff.
Eine 1839 vom Bildhauer Wilhelm Achtermann aus Marmor geschaffene Büste befindet sich heute im Kachelzimmer des St.-Paulus-Doms  in Münster.
Die Universität Münster verlieh ihm 1845 die Ehrendoktorwürde (Dr. phil. h.c.). Zu seinen Freunden zählte Anton Matthias Sprickmann.
Johann Heinrich Schmedding starb 1846 mit 71 Jahren in Berlin und wurde auf dem dortigen St.-Hedwig-Friedhof an der Liesenstraße beigesetzt. Das Grabmal ist nicht erhalten.

## Publikationen
- mit Georg Kellermann und Johann Wilhelm Nergert (Hrsg.): Gebetbuch bestimmt zum Gebrauche der Junggesellen-Sodalität zu Münster, Münster 1793.
- Kirchenlieder zum Gebrauche der katholischen Gemeinde in Berlin (anonym ohne Angabe von Ort und Jahr erschienen).
- Geistliche Lieder von Dr. Johann Heinrich Schmedding, Wirklicher Geheimer Ober-Regierungs-Rath, Münster 1869 (von seinen Freunden posthum herausgegeben).